# Alexandre Pliușchin
Alexandre Pliușchin (em russo:  Александр Плюшкин, em romeno:  Alexandru Pliușchin; nascido em 13 de janeiro de 1987) é um ciclista olímpico moldávio que atualmente compete para a equipe Synergy Baku Cycling Project.